# Mujigae tteok
El mujigae tteok es una variedad de tteok (pastel de arroz coreano) formado por capas de colores. También se le llama saekpyeon (색편, tteok coloreado) o osaekpyeon (오색편, tteok de cinco colores). Se elabora cociendo al vapor una mezcla de harina de arroz coloreada y azúcar en un siru (vaporera de barro). Se prepara para ocasiones especiales como banquetes y fiestas como el doljanchi (primer cumpleaños de un bebé), el hwangap (60.º cumpleaños) o el gyeonhon janchi (celebración de bodas).